# Université d'État de Grambling
Pour les articles homonymes, voir GSU.
L'université d'État de Grambling (en anglais : Grambling State University ou GSU) est une université américaine située à Grambling, dans la paroisse de Lincoln, en Louisiane.

## Galerie

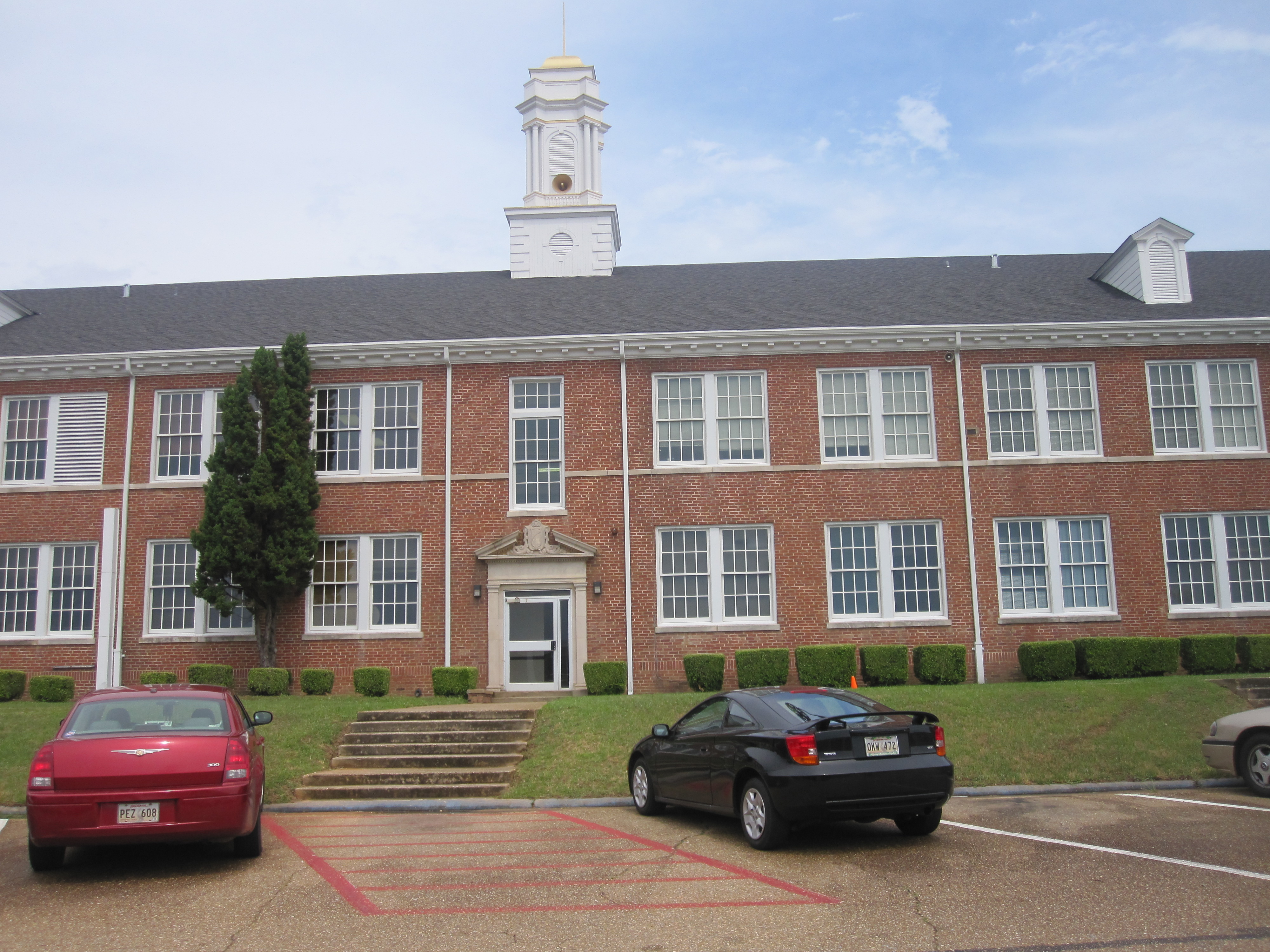
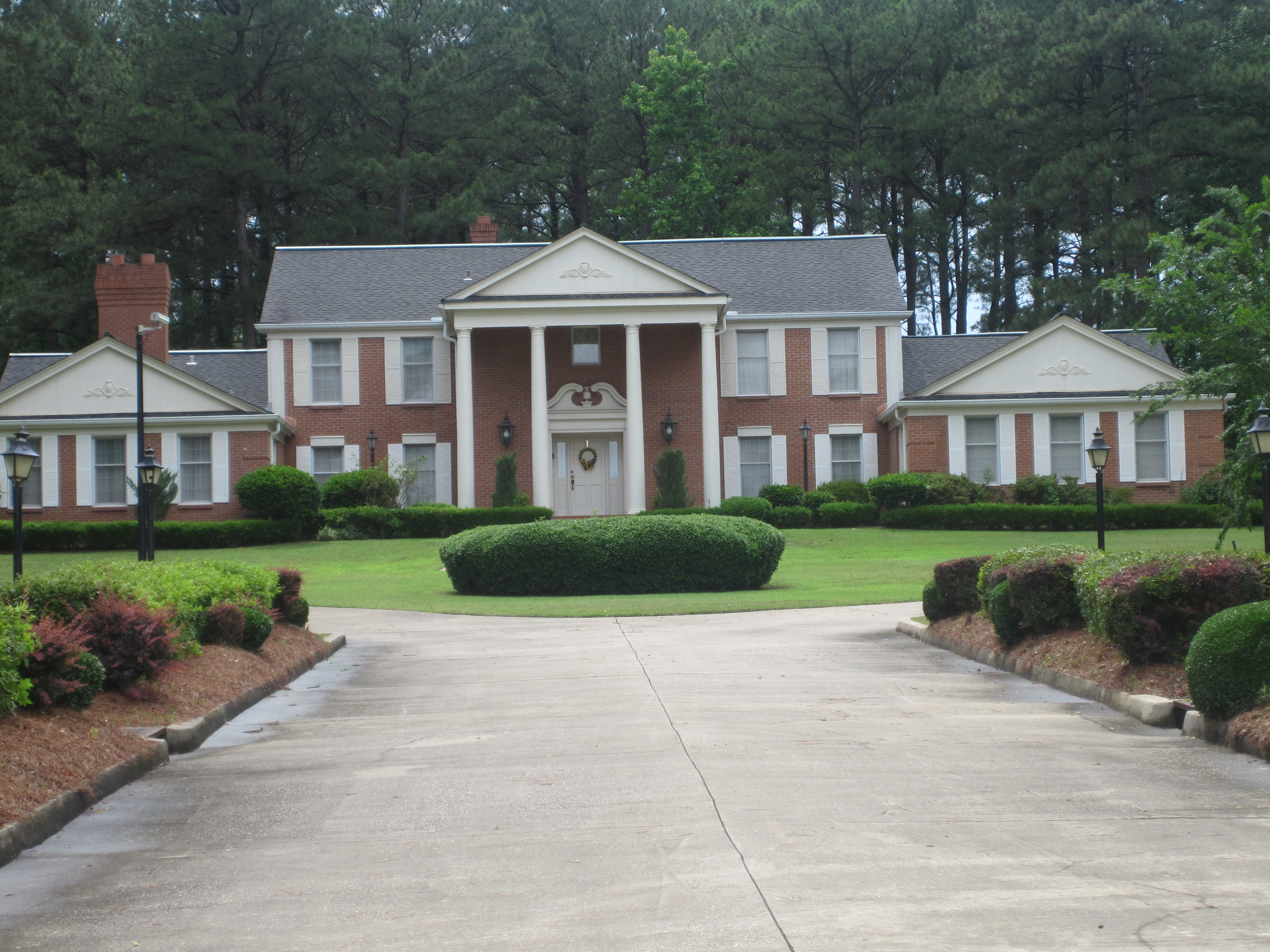
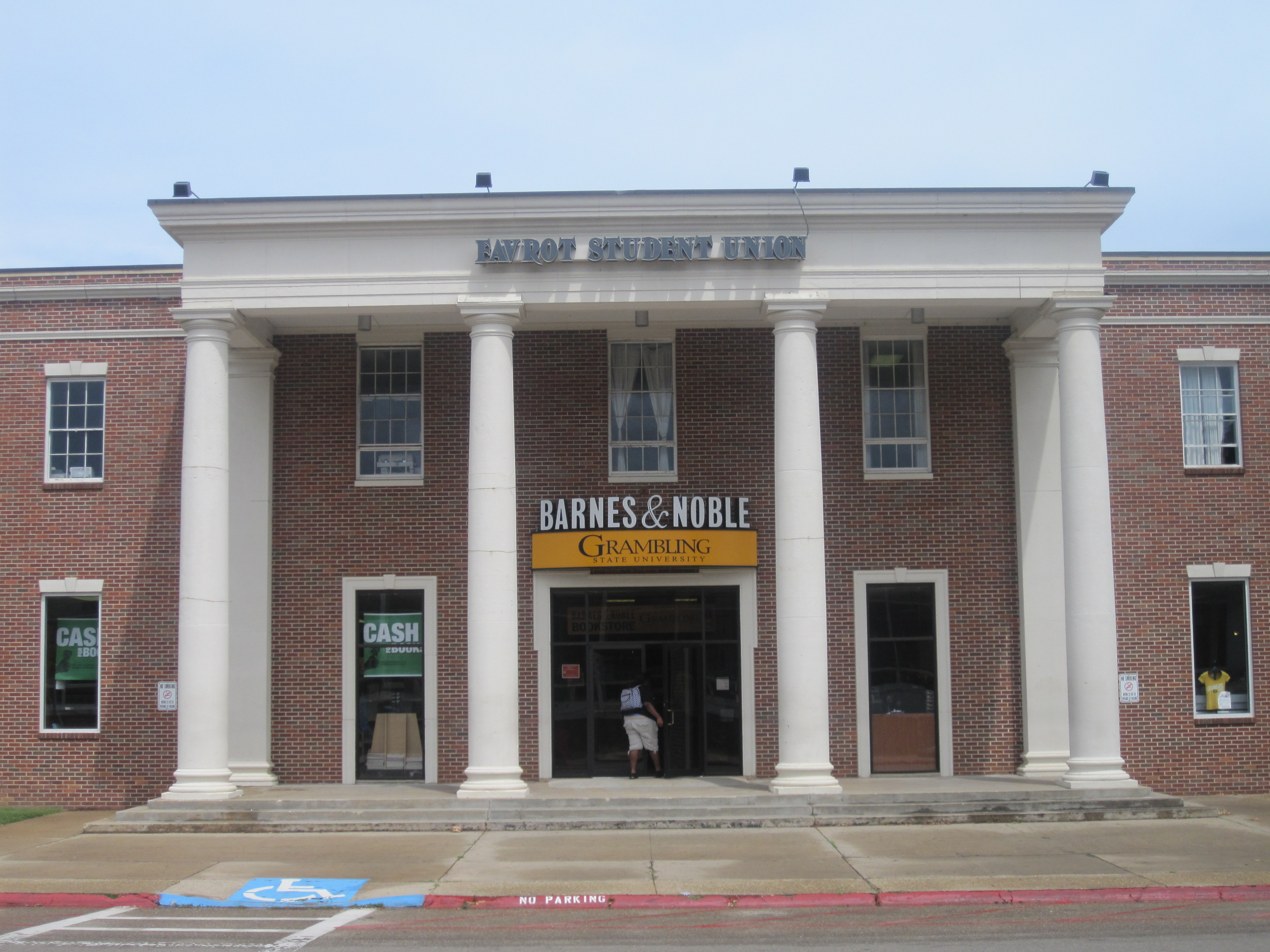
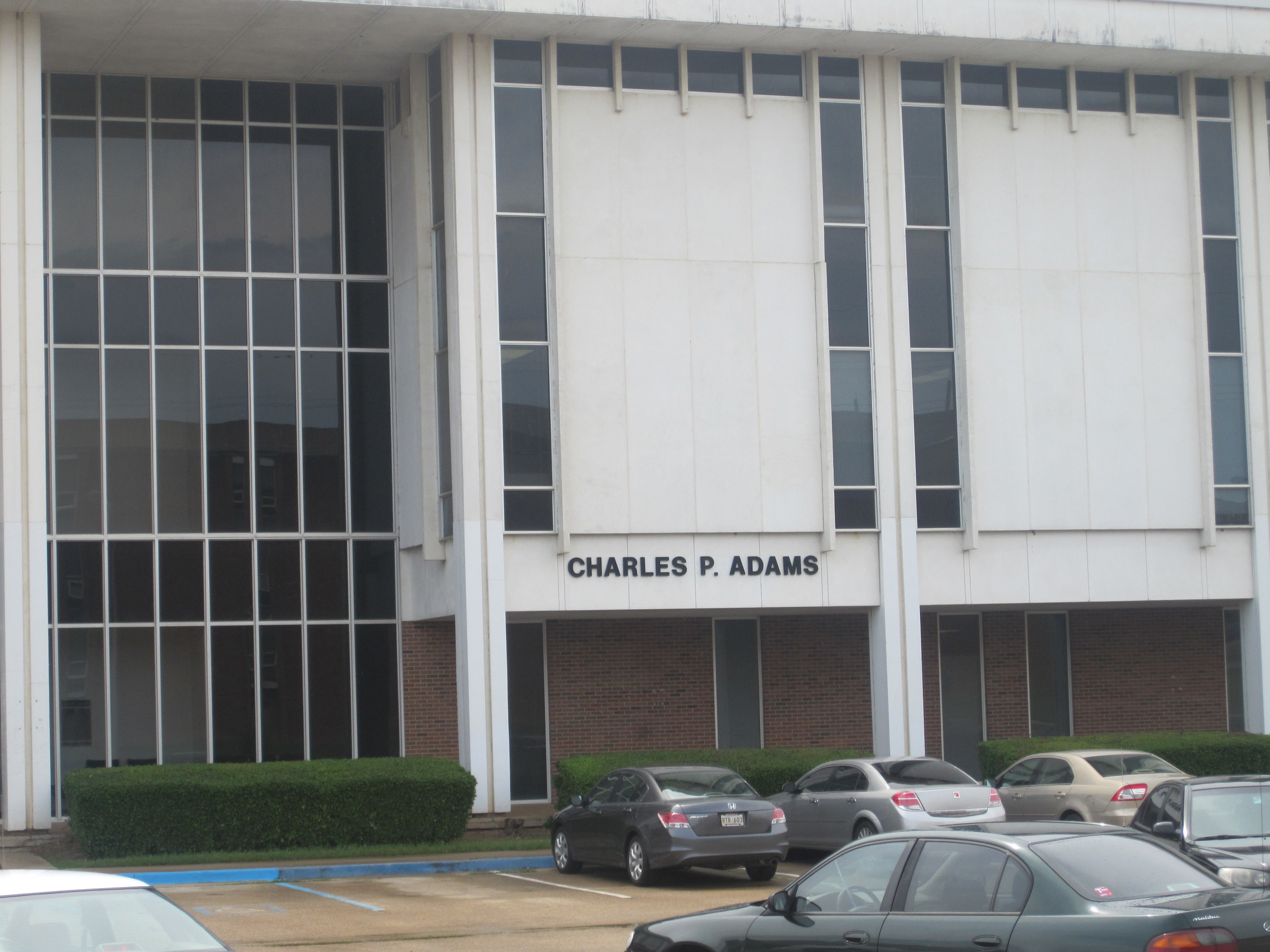
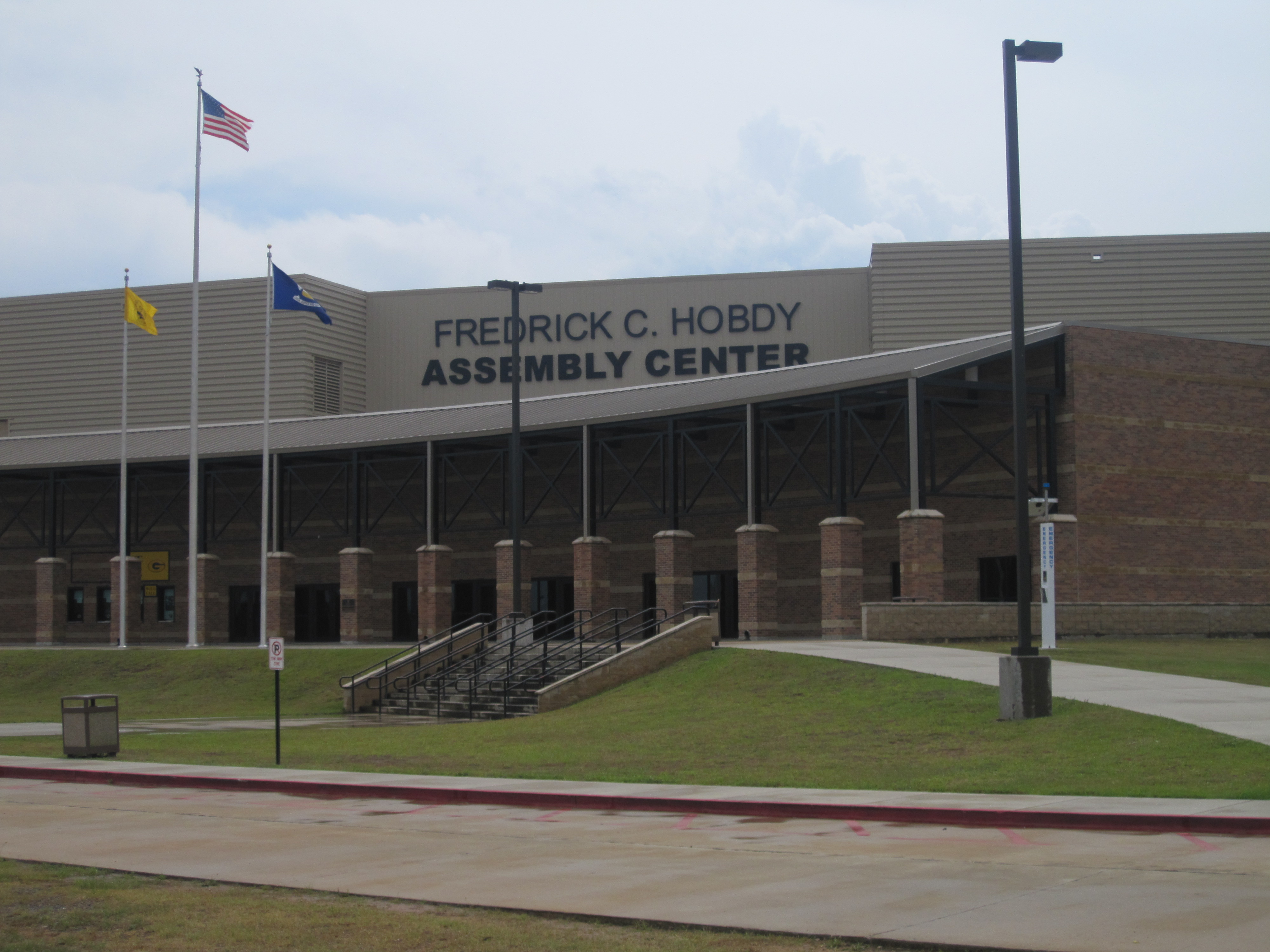